# Barranc de Sangrà
El Barranc de Sangrà, escrit també Barranc de Santgrà i que fins a la seva confluència amb la Rasa de l'Obaga de la Castellana rep també el nom de Rasa de l'Avellana, és un torrent afluent per l'esquerra de la Riera de Madrona que neix a poc menys de 200 m. al nord-est de la masia de les Petges. De direcció predominant cap a les 11 del rellotge, desguassa al seu col·lector sota el Castell de Madrona per la banda de ponent després d'haver deixat a la seva dreta les masies de l'Avellana i de Sangrà. Fa tot el seu curs pel terme municipal de Pinell de Solsonès.

## Xarxa hidrogràfica
La seva xarxa hidrogràfica, que també transcorre íntegrament pel terme municipal de Pinell de Solsonès, està constituïda per 28 cursos fluvials la longitud total dels quals suma 16.470 m.

### Afluents destacables
- La Rasa de l'Obaga de la Castellana